# Koundessong
Koundessong est un village du Cameroun, situé dans l'arrondissement (commune) de Mengang, le département du Nyong-et-Mfoumou et la région du Centre.

## Population
En 1961, Koundessong comptait 282 habitants, principalement des Yembama. Lors du recensement de 2005, on y a dénombré 93 personnes.